# Tour de Catalogne 1964
Le Tour de Catalogne 1964 est la 44e édition du Tour de Catalogne, une course cycliste par étapes en Espagne. L'épreuve se déroule sur 9 étapes du 13 au 20 septembre 1964 sur un total de 1 290,9 km. Le vainqueur final est le Français Joseph Carrara de l'équipe Pelforth-Sauvage-Lejeune, devant Pasquale Fabbri et José María Errandonea.

## Étapes
| Étape | Date         | Parcours                                    | km    | Vainqueur d’étape       | Leader du classement général |
| ----- | ------------ | ------------------------------------------- | ----- | ----------------------- | ---------------------------- |
| 1     | 13 septembre | Castelldefels – Barcelone                   | 69,0  | Primo Nardello          | Primo Nardello               |
| 2     | 13 septembre | Barcelone – Calella                         | 94,0  | José Pérez Francés      | José Pérez Francés           |
| 3     | 14 septembre | Calella – Lloret de Mar                     | 191,0 | Roberto Morales         | Roberto Morales              |
| 4a    | 15 septembre | Lloret de Mar - Ribes de Freser             | 137,0 | Joseph Carrara          | Joseph Carrara               |
| 4b    | 15 septembre | Campelles (clm)                             | 6,0   | Francisco Gabica        | Joseph Carrara               |
| 5     | 16 septembre | Ribes de Freser - Sant Julià de Lòria (AND) | 114,0 | Jacinto Urrestarazu     | Joseph Carrara               |
| 6     | 17 septembre | Sant Julià de Lòria (AND) - Tarragone       | 229,0 | Winfried Bölke          | Joseph Carrara               |
| 7     | 18 septembre | Tarragone - Alcanar                         | 186,0 | José Pérez Francés      | Joseph Carrara               |
| 8a    | 19 septembre | Alcanar - Salou                             | 97,0  | Piet Rentmeester        | Joseph Carrara               |
| 8b    | 19 septembre | Salou - Salou (clm)                         | 18,9  | Antonio Gómez del Moral | Joseph Carrara               |
| 9     | 20 septembre | Salou - Barcelone                           | 149,0 | Valentín Uriona         | Joseph Carrara               |

### 1reétape[1]
13-09-1964: Castelldefels – Barcelone, 69,0 km :
|   | Cycliste           | Équipe     | Temps           |
| - | ------------------ | ---------- | --------------- |
| 1 | Primo Nardello     | Ignis      | 1 h 38 min 37 s |
| 2 | José Pérez Francés | Ferrys     | m.t.            |
| 3 | Théo Mertens       | Peugeot-BP | m.t.            |

|   | Cycliste           | Équipe     | Temps           |
| - | ------------------ | ---------- | --------------- |
| 1 | Primo Nardello     | Ignis      | 1 h 38 min 37 s |
| 2 | José Pérez Francés | Ferrys     | m.t.            |
| 3 | Théo Mertens       | Peugeot-BP | m.t.            |

### 2eétape[1]
13-09-1964: Barcelone – Calella, 94,0 km :
|   | Cycliste           | Équipe     | Temps           |
| - | ------------------ | ---------- | --------------- |
| 1 | José Pérez Francés | Ferrys     | 2 h 11 min 27 s |
| 2 | Antón Barrutia     | Kas        | m.t.            |
| 3 | Claude Gabard      | Peugeot-BP | m.t.            |

|   | Cycliste           | Équipe | Temps           |
| - | ------------------ | ------ | --------------- |
| 1 | José Pérez Francés | Ferrys | 3 h 50 min 04 s |
| 2 | Primo Nardello     | Ignis  | m.t.            |
| 3 | Antón Barrutia     | Kas    | m.t.            |

### 3eétape[2]
14-09-1964: Calella – Lloret de Mar, 191,0 km :
|   | Cycliste          | Équipe | Temps           |
| - | ----------------- | ------ | --------------- |
| 1 | Roberto Morales   | Ignis  | 5 h 50 min 25 s |
| 2 | Rogelio Hernández | Ferrys | + 1 min 43 s    |
| 3 | Juan Álvarez      | Inuri  | m.t.            |

|   | Cycliste          | Équipe                   | Temps           |
| - | ----------------- | ------------------------ | --------------- |
| 1 | Roberto Morales   | Ignis                    | 9 h 40 min 29 s |
| 2 | Rogelio Hernández | Ferrys                   | + 2 min 33 s    |
| 3 | François Mahé     | Pelforth-Sauvage-Lejeune | + 3 min 31 s    |

### 4eétape[2]
15-09-1964: (4A Lloret de Mar - Ribes de Freser 137 km) et (4B Campelles 161 km clm):
|   | Cycliste              | Équipe                   | Temps           |
| - | --------------------- | ------------------------ | --------------- |
| 1 | Joseph Carrara        | Pelforth-Sauvage-Lejeune | 3 h 53 min 20 s |
| 2 | José María Errandonea | Kas                      | + 4 min 05 s    |
| 3 | Pasquale Fabbri       | Ignis                    | + 4 min 06 s    |

|   | Cycliste                | Équipe           | Temps       |
| - | ----------------------- | ---------------- | ----------- |
| 1 | Francisco Gabica        | Kas              | 14 min 40 s |
| 2 | Antonio Gómez del Moral | Ignis            | + 34 s      |
| 3 | Angelino Soler          | Masias Catalanas | + 35 s      |

|   | Cycliste             | Équipe                   | Temps           |
| - | -------------------- | ------------------------ | --------------- |
| 1 | Joseph Carrara       | Pelforth-Sauvage-Lejeune | 4 h 10 min 08 s |
| 2 | Manuel Martín Piñera | Kas                      | + 3 min 31 s    |
| 3 | Pasquale Fabbri      | Ignis                    | + 3 min 59 s    |

|   | Cycliste         | Équipe                   | Temps            |
| - | ---------------- | ------------------------ | ---------------- |
| 1 | Joseph Carrara   | Pelforth-Sauvage-Lejeune | 13 h 54 min 44 s |
| 2 | Pasquale Fabbri  | Ignis                    | + 3 min 59 s     |
| 3 | José Luis Bilbao | Inuri                    | + 6 min 24 s     |

### 5eétape[3]
16-09-1964: Ribes de Freser - Sant Julià de Lòria, 114,0 km :
|   | Cycliste            | Équipe | Temps           |
| - | ------------------- | ------ | --------------- |
| 1 | Jacinto Urrestarazu | Inuri  | 3 h 09 min 06 s |
| 2 | José Pérez Francés  | Ferrys | + 1 s           |
| 3 | Piet Rentmeester    | Kas    | + 2 s           |

|   | Cycliste         | Équipe                   | Temps            |
| - | ---------------- | ------------------------ | ---------------- |
| 1 | Joseph Carrara   | Pelforth-Sauvage-Lejeune | 17 h 04 min 26 s |
| 2 | Pasquale Fabbri  | Ignis                    | + 3 min 29 s     |
| 3 | José Luis Bilbao | Inuri                    | + 5 min 54 s     |

### 6eétape[4]
17-09-1964: Sant Julià de Lòria - Tarragone, 229,0 km :
|   | Cycliste         | Équipe                   | Temps           |
| - | ---------------- | ------------------------ | --------------- |
| 1 | Winfried Bölke   | Peugeot-BP               | 6 h 32 min 47 s |
| 2 | Hubert Ferrer    | Pelforth-Sauvage-Lejeune | + 14 s          |
| 3 | Aurelio González | Kas                      | m.t.            |

|   | Cycliste         | Équipe                   | Temps            |
| - | ---------------- | ------------------------ | ---------------- |
| 1 | Joseph Carrara   | Pelforth-Sauvage-Lejeune | 23 h 40 min 38 s |
| 2 | Pasquale Fabbri  | Ignis                    | + 3 min 29 s     |
| 3 | José Luis Bilbao | Inuri                    | + 5 min 54 s     |

### 7eétape[5]
18-09-1964: Tarragone - Alcanar, 186,0 km :
|   | Cycliste           | Équipe     | Temps           |
| - | ------------------ | ---------- | --------------- |
| 1 | José Pérez Francés | Ferrys     | 5 h 19 min 16 s |
| 2 | Piet Rentmeester   | Kas        | m.t.            |
| 3 | Winfried Bölke     | Peugeot-BP | m.t.            |

|   | Cycliste          | Équipe                   | Temps            |
| - | ----------------- | ------------------------ | ---------------- |
| 1 | Joseph Carrara    | Pelforth-Sauvage-Lejeune | 23 h 40 min 38 s |
| 2 | Pasquale Fabbri   | Ignis                    | + 3 min 29 s     |
| 3 | Salvador Honrubia | Ferrys                   | + 6 min 05 s     |

### 8eétape[6]
19-09-1964: (8A Alcanar - Salou 97 km) et (8B Salou - Salou 18,9 km clm):
|   | Cycliste              | Équipe | Temps           |
| - | --------------------- | ------ | --------------- |
| 1 | Piet Rentmeester      | Kas    | 2 h 31 min 10 s |
| 2 | Primo Nardello        | Ignis  | m.t.            |
| 3 | José María Errandonea | Kas    | m.t.            |

|   | Cycliste                | Équipe | Temps       |
| - | ----------------------- | ------ | ----------- |
| 1 | Antonio Gómez del Moral | Ignis  | 25 min 40 s |
| 2 | Francisco Gabica        | Kas    | + 7 s       |
| 3 | Valentín Uriona         | Kas    | m.t.        |

|   | Cycliste              | Équipe | Temps           |
| - | --------------------- | ------ | --------------- |
| 1 | José María Errandonea | Kas    | 2 h 57 min 25 s |
| 2 | Rogelio Hernández     | Ferrys | + 56 s          |
| 3 | Juan María Balier     | Inuri  | + 59 s          |

|   | Cycliste              | Équipe                   | Temps            |
| - | --------------------- | ------------------------ | ---------------- |
| 1 | Joseph Carrara        | Pelforth-Sauvage-Lejeune | 32 h 11 min 50 s |
| 2 | Pasquale Fabbri       | Ignis                    | + 3 min 13 s     |
| 3 | José María Errandonea | Kas                      | + 4 min 05 s     |

### 9eétape[7]
20-09-1964: Salou - Barcelone, 149,0 km :
|   | Cycliste            | Équipe | Temps           |
| - | ------------------- | ------ | --------------- |
| 1 | Valentín Uriona     | Kas    | 4 h 01 min 44 s |
| 2 | Fernando Manzaneque | Ferrys | + 2 s           |
| 3 | Jacinto Urrestarazu | Inuri  | + 43 s          |

|   | Cycliste              | Équipe                   | Temps            |
| - | --------------------- | ------------------------ | ---------------- |
| 1 | Joseph Carrara        | Pelforth-Sauvage-Lejeune | 36 h 14 min 17 s |
| 2 | Pasquale Fabbri       | Ignis                    | + 3 min 13 s     |
| 3 | José María Errandonea | Kas                      | + 4 min 05 s     |

## Classement général
|    | Cycliste                | Équipe                   | Temps            |
| -- | ----------------------- | ------------------------ | ---------------- |
| 1  | Joseph Carrara          | Pelforth-Sauvage-Lejeune | 36 h 14 min 17 s |
| 2  | Pasquale Fabbri         | Ignis                    | + 3 min 13 s     |
| 3  | José María Errandonea   | Kas                      | + 4 min 05 s     |
| 4  | Salvador Honrubia       | Ferrys                   | + 7 min 16 s     |
| 5  | Rogelio Hernández       | Ferrys                   | + 8 min 32 s     |
| 6  | Fernando Manzaneque     | Ferrys                   | + 8 min 47 s     |
| 7  | Primo Nardello          | Ignis                    | + 9 min 02 s     |
| 8  | Francisco Gabica        | Kas                      | + 10 min 28 s    |
| 9  | Antonio Gómez del Moral | Ignis                    | + 10 min 53 s    |
| 10 | Angelino Soler          | Masias Catalanas         | + 11 min 24 s    |

## Classements annexes
|   | Cycliste                | Équipe | Points |
| - | ----------------------- | ------ | ------ |
| 1 | Antonio Gómez del Moral | Ignis  | 33     |
| 2 | Sebastián Elorza        | Kas    | 31     |
| 3 | Rogelio Hernández       | Ferrys | 18     |

|   | Cycliste           | Équipe | Points |
| - | ------------------ | ------ | ------ |
| 1 | Carlos Echeverría  | Kas    | 5      |
| 2 | Martín Colmenarejo | Ignis  | 5      |

|   | Cycliste            | Équipe | Points |
| - | ------------------- | ------ | ------ |
| 1 | Primo Nardello      | Ignis  | 45     |
| 2 | José Pérez Francés  | Ferrys | 44     |
| 3 | Jacinto Urrestarazu | Inuri  | 32     |

|   | Équipe                   | Pays    | Temps             |
| - | ------------------------ | ------- | ----------------- |
| 1 | Ferrys                   | Espagne | 145 h 34 min 19 s |
| 2 | Ignis                    | Italie  | + 2 min 38 s      |
| 3 | Pelforth-Sauvage-Lejeune | France  | + 18 min 32 s     |